# Have You Ever Seen the Rain?
«Have You Ever Seen the Rain?» es una canción escrita por John Fogerty y lanzada en 1970 en el álbum Pendulum del grupo de rock estadounidense Creedence Clearwater Revival.
Se ha especulado sobre que la letra de la canción pueda referirse a la Guerra de Vietnam, siendo 'rain' (lluvia, en inglés) una metáfora de las bombas cayendo del cielo.
John Fogerty lanzó una versión en directo de la canción en el DVD The Long Road Home - In Concert que fue grabado en el Teatro Wiltern en Los Ángeles, California, el 15 de septiembre de 2005.

## En la cultura popular
- Una versión de la canción, cantada por JuJu Stulbach de Mosquitos, producida por Friesbie's PT Walkley, Scott Hollingsworth y Mary Wood, apareció en «Clouds», un spot publicitario para General Electric.[2]
- «Have You Ever Seen the Rain?» apareció en su totalidad en el final de «Look Again», el primer episodio de la serie de televisión Cold Case.
- La versión original de esta canción apareció en la serie de televisión Tour of Duty (Episodio #8, Temporada 1987-88), «The Good, the Bad, and the Dead», en la escena final, cuando Zake está llevando el cuerpo sin vida de un viejo amigo, Decker, a través de un campo para llegar a un helicóptero.
- La canción apareció en la película Evan Almighty (en la introducción).
- En la película December Boys, se escucha tanto la versión original como una versión instrumental más tranquila.
- A finales de 1993, esta canción fue interpretada por Spin Doctors para la película Philadelphia
- «Have You Ever Seen the Rain?» es el título del estreno de la segunda temporada de la serie Las Vegas. Sin embargo, la canción no aparece en el episodio.
- Esta canción aparece en la escena final del episodio de Dexter «Father Knows Best».
- Una versión hecha por Joan Jett fue interpretada en el final de la segunda temporada de The Wire: «Port in a Storm».
- La canción completa aparece en el capítulo final de la serie de televisión Stargate SG-1, «Unending», en una escena en la que se da un vistazo general a la situación del SG-1 y el General Landry atrapados, a lo largo de 40 años, en una nave espacial.
- Un segmento de esta canción apareció en la película The Longest Yard de Adam Sandler cuando los reos juegan en el lodo de la penitenciaria.
- La canción también apareció en el documental Vietnam: Los Archivos Perdidos, emitido por History Channel en Latinoamérica, en enero de 2012. Un segmento suena al final del sexto y último capítulo: «Paz con Honor».
- El 15 de febrero de 1995, el por entonces casi desconocido grupo catalán Fes-te Fotre hizo una versión acústica de la canción en directo en el programa Agafa't Fort! de Ràdio Tordera, siendo este uno de los momentos más recordados de la història del programa.
- Ramones versiona el tema en su disco de covers de 1993 Acid Eaters.
- En el año 2016, el cantante mexicano, Juan Gabriel publicó una versión de esta canción, titulado «Gracias al sol», como parte de un álbum tributo a Creedence, realizado por artistas latinoamericanos, meses antes de su fallecimiento el 28 de agosto del mismo año.
- En el año 2024, la banda argentina, Airbag incluyo un cover de esta canción en su álbum En Vivo - Estadio Velez.

## Versiones
- Boney M
- Bonnie Tyler (En su álbum más exitoso Faster Than the Speed of Night)
- Dancing Mood con Vicentico
- Dr. Sin
- Héroes del Silencio
- Joan Jett
- Melanie Safka
- The Minutemen
- Nativo
- Ñu
- Ramones
- R.E.M.
- Rod Stewart
- Smokie
- Spin Doctors
- Teenage Fanclub
- The Fray
- The Ventures
- Rise Against
- Laureano Brizuela, con el nombre Cerca de ti.
- Scars On Broadway
- Dire Straits
- Willie Nelson
- Meatloaf
- Love Psychedelico
- Ana Gabriel con el título de Ven a ver Llover.
- Kaleigh Glanton (en la sexta temporada de The Voice USA,  haciendo que los 4 coaches quieran su voz)
- Fes-te Fotre
- Juan Gabriel con el título Have You Ever Seen The Rain? (Gracias al Sol)
- Unicorn 1977 album( one more tomorrow)